# Pietra di Blarney

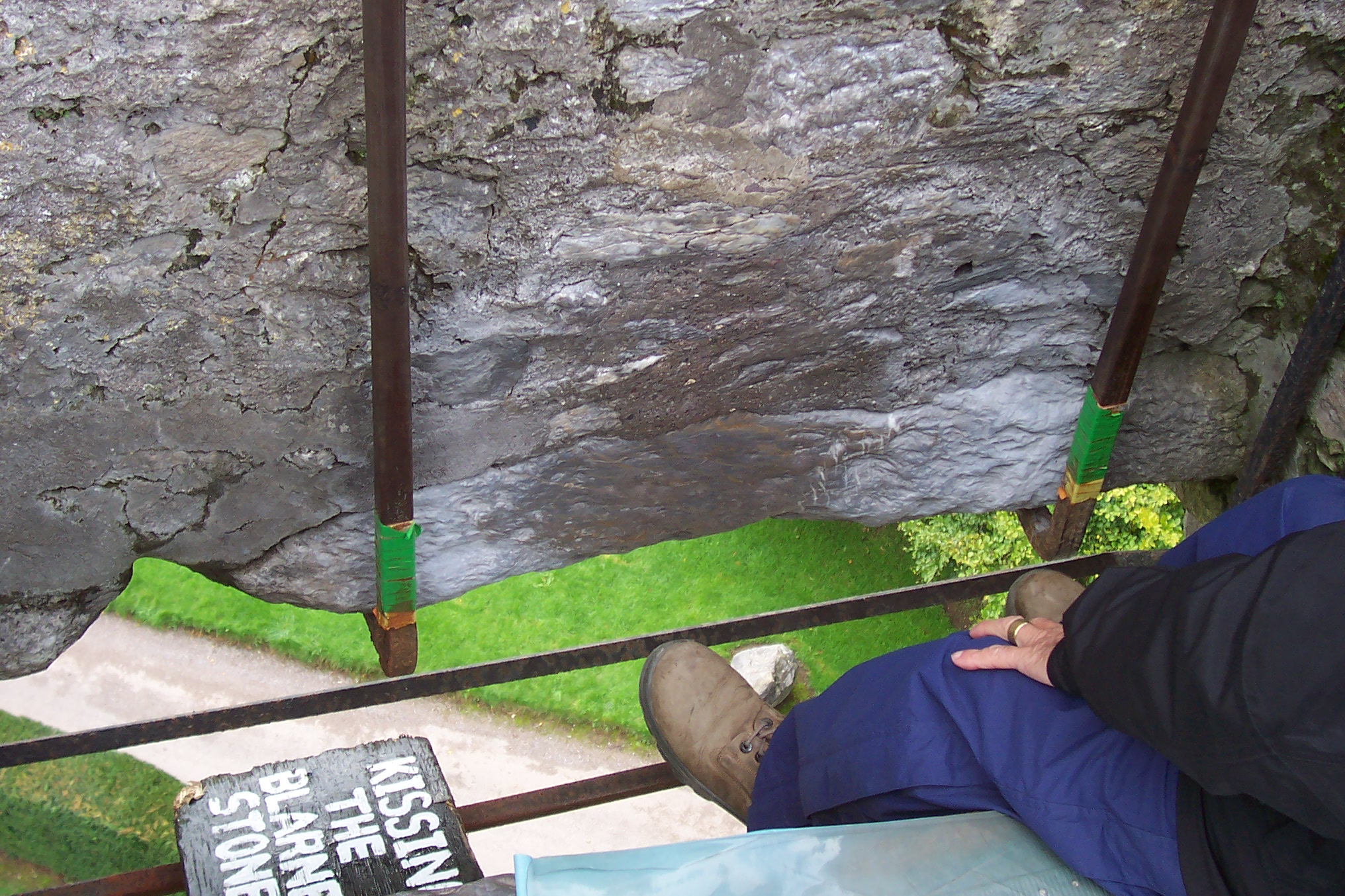
Pietra di Blarney

La Pietra di Blarney (irlandese: Cloch na Blarnan; inglese: Blarney Stone), detta anche "Pietra dell'eloquenza", è un blocco calcareo incastonato nel parapetto del Castello di Blarney, a circa 8 chilometri da Cork, in Irlanda. Secondo la leggenda, baciare la pietra conferisce il dono dell'eloquenza. La pietra è stata posizionata nella torre del castello nel 1446. Quest'ultimo costituisce a sua volta una meta turistica popolare in Irlanda, richiamando visitatori da tutto il mondo per baciare la pietra e visitare il castello con i suoi giardini.
L'importanza del fenomeno è testimoniata dall'utilizzo in lingua inglese del termine blarney per indicare un eloquio particolarmente forbito, persuasivo e facondo. Il politico irlandese John O'Connor Power definì il concetto come qualcosa di diverso dalla mera adulazione, più simile invece a una lusinga addolcita con dello spirito e arricchita da arguta ironia, riconoscendola come tipica del popolo irlandese. Nel 1832 Letitia Elizabeth Landon ne descrisse il significato contemporaneo in un articolo dal titolo Blarney Castle.

## Origini

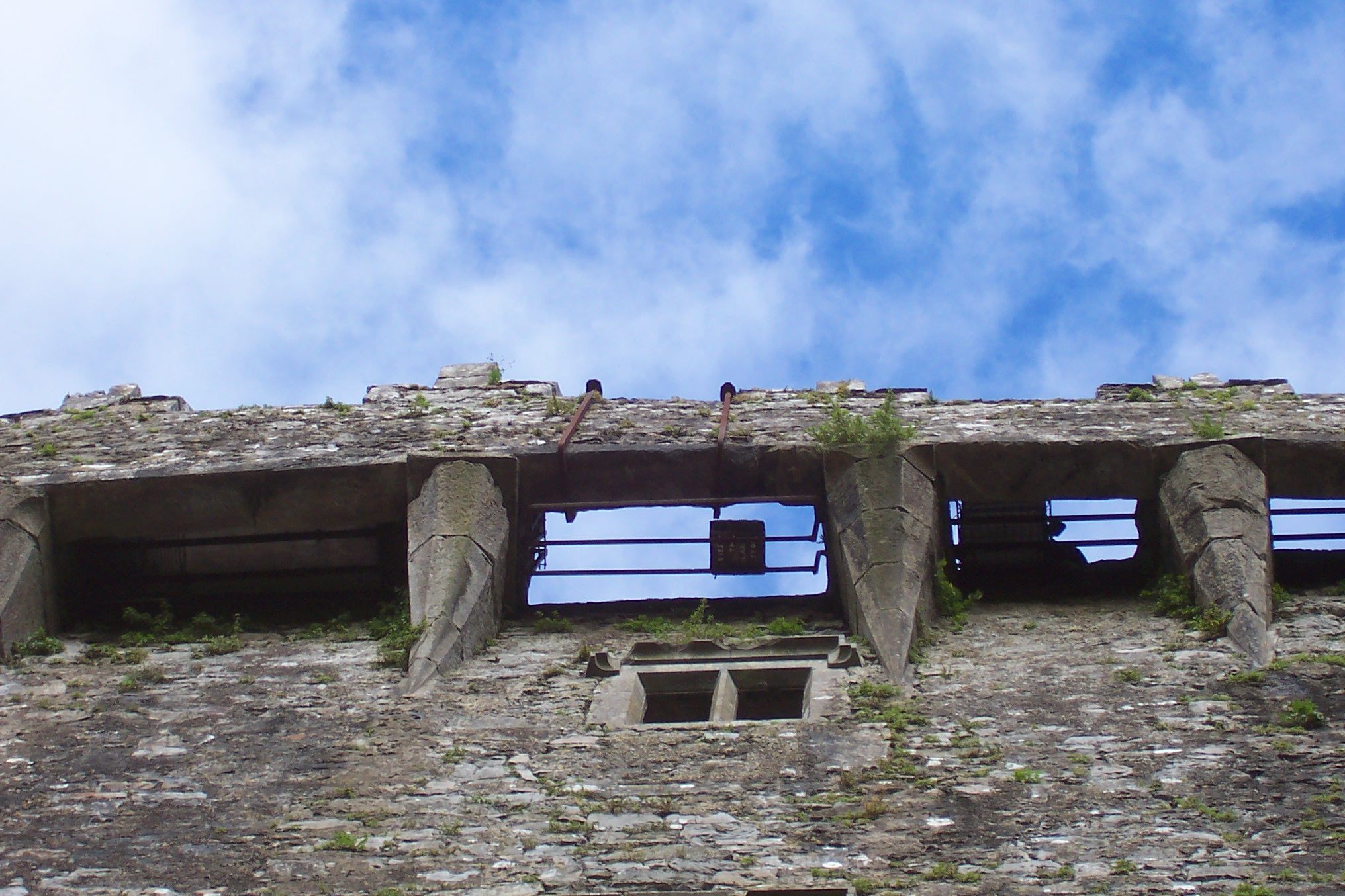
vista della Pietra di Blarney dal basso

Numerosi i tentativi di spiegare l'origine della pietra e la leggenda che la circonda: una delle storie più antiche fa riferimento alla regina delle banshee, Clíodhna. Nel XV secolo Cormac Laidir MacCarthy, il costruttore del castello di Blarney, fu coinvolto in una causa legale e chiese aiuto a Clíodhna. La dea disse a MacCarthy di baciare la prima roccia che avrebbe trovato il mattino seguente sul suo cammino verso il tribunale; l'effetto sortito fu che MacCarthy difese la sua causa con grande eloquenza e la vinse. Da ciò la credenza che la pietra di Blarney doni la capacità di ingannare senza pagarne le conseguenze. In seguito MacCarthy incorporò la pietra nelle mura del castello.
Nel sito web dedicato, i proprietari del castello elencano una lunga serie di spiegazioni sull'origine della pietra, tra cui si distinguono numerose quelle a sostegno dell'ipotesi che la pietra dall'Irlanda sia stata portata in Scozia, poi di riportata in Irlanda nel 1314.
Una leggenda in particolare sostiene che la pietra sia stata regalata a Cormac MacCarthy da Roberto I di Scozia come riconoscimento del suo sostegno nella battaglia di Bannockburn. La stessa leggenda afferma che la pietra sia in realtà un pezzo della Pietra di Scone e che fu installata nel castello di Blarney.
Anche se colorita, questa leggenda popolare non prende in considerazione il fatto che si suppone che la pietra sia stata rimossa dalla Scozia 18 anni prima di Bannockburn, rendendola altamente improbabile. In più, nel 2014, un'ispezione geologica a cura dell'Università di Glasgow ha rilevato che la firma geochimica della pietra combacia con il calcare locale.

## Influenza culturale

### Rituale del bacio

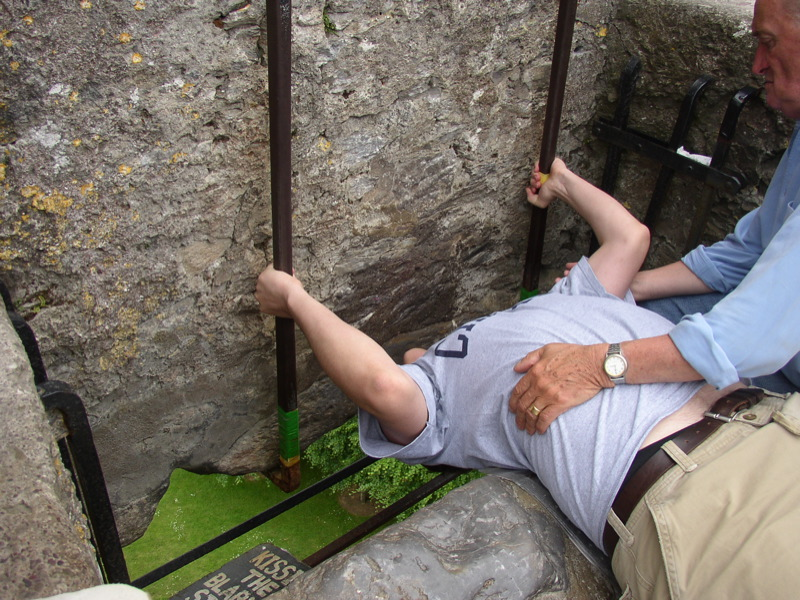
Un visitatore esegue il rituale del bacio

Secondo i proprietari del castello il rituale di baciare la pietra di Blarney è stato messo in atto da milioni di persone, includendo tra essi politici, intellettuali ed esponenti del mondo dello spettacolo. Baciare la pietra non è tuttavia un'impresa facile: per poggiare le labbra sulla roccia è necessario salire sulla vetta del castello e poi appoggiarsi all'indietro oltre il bordo inferiore della merlatura. Tale operazione è tradizionalmente realizzata con l'aiuto di un assistente. Sebbene il parapetto sia ora dotato di guide in ferro battuto e traverse protettive, il rituale può ancora scatenare attacchi di acrofobia.

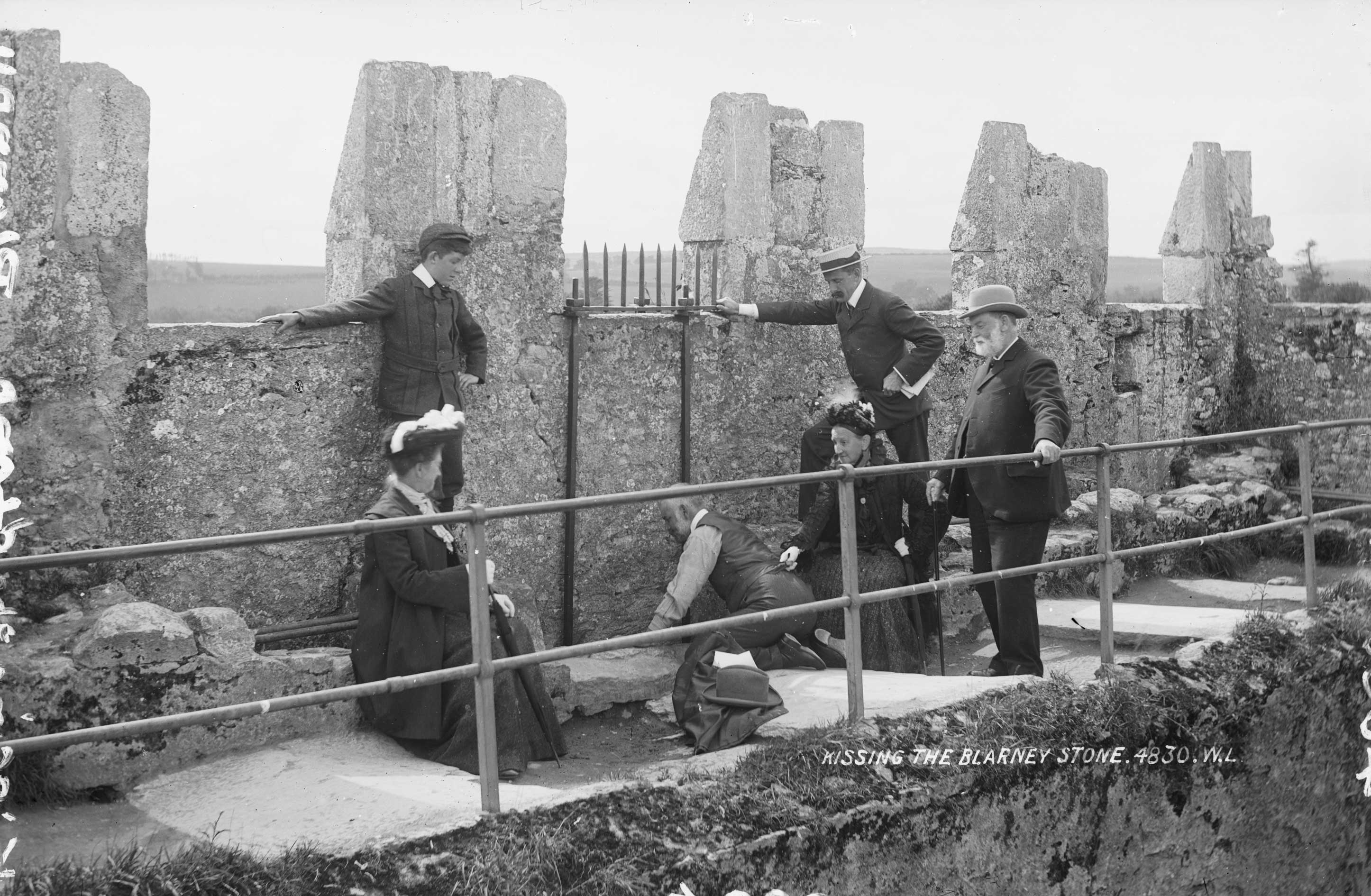
Il rituale del bacio nel 1897 prima dell'installazione delle misure di sicurezza

Prima che fossero installate le misure di sicurezza, baciare la pietra ha comportato un reale rischio per la vita e l'incolumità fisica, poiché i partecipanti venivano afferrati per le caviglie e fatti penzolavano da un'altezza significativa.
In una messa in scena radiofonica sulle avventure del celebre investigatore Sherlock Holmes, un episodio, dal titolo The Adventure of the Blarney Stone, è stato dedicato proprio alla pietra di Blarney e fu trasmesso per la prima volta il 18 marzo del 1946. Nell'episodio un uomo trova la morte dopo essere precipitato mentre tentava di baciare la pietra, Holmes riesce a smascherare l'apparente accidentalità della tragedia dopo aver ispezionato gli stivali della vittima e aver scoperto che erano stati precedentemente lubrificati.
Nel 1888 William Henry Hurlbert scrisse che la leggenda della pietra sembrava non potesse essere fatta risalire a più di un secolo prima, suggerendo che la tradizione fosse iniziata nel corso del XVIII secolo. Infatti, la leggenda della pietra di Blarney è stata descritta in A classical dictionary of the vulgar tongue di Francis Grose, pubblicato nel 1785.

### Leggende
Si ritiene che l'utilizzo di blarney come sinonimo di "vuota lusinga" o "discorso ammaliatore" abbia due possibili origini: una storia riguarda la dea Clíodhna e Cormac Laidir MacCarthy (vedi origini); un'altra leggenda racconta che la regina Elisabetta I ordinò che Cormac Laidir MacCarthy, lord di Blarney, fosse privato dei suoi tradizionali diritti fondiari. Cormac viaggiò per incontrare la regina, ma era certo di non riuscire a farle cambiare idea a causa della sua scarsa capacità oratoria. Lungo la strada egli incontrò un'anziana signora che gli rivelò che chiunque avesse baciato una specifica pietra al castello di Blarney avrebbe avuto in cambio il dono dell'eloquenza. Cormac riuscì a baciare la Pietra Blarney e fu in grado di rivolgersi alla Regina con parole così soavi e così giuste che finché visse non dovette mai rinunciare alle sue terre.
Richiamando il presunto potere della pietra, un bardo irlandese all'inizio del XIX secolo, Francis Sylvester Mahony, aggiunse una serie di versi ironici a The Groves of Blarney di Richard Alfred Millikin.
Secondo la tradizione alla Texas Tech University, un frammento di pietra esposto nel campus dal 1939 sarebbe un pezzo mancante della pietra di Blarney si dice che gruppo di ingegneri petroliferi abbia trovato la pietra il 7 marzo 1939 durante una gita. Come sia stato determinato che il pezzo appartenesse alla pietra del castello irlandese non è dato saperlo ma la storia racconta che fosse identico a un pezzo della pietra originale che scomparve dal castello nel 1659.

### Musica e letteratura
La canzone tradizionale The Blarney Stone (Roud 4800) è stata incisa da un collettivo di artisti tra cui Tom Lenihan, Margaret Barry e Bob Davenport.
The Blarney Stone è anche il titolo di una canzone della band rock americana Ween.
Nel 1832 per accompagnare una rappresentazione del castello ad opera William Henry Bartlett nel Fisher's Drawing Room Scrap Book, Letitia Elizabeth Landon illustrò una serie di esempi di blarney di figure storiche.
Nel romanzo di Chuck Palahniuk Fight Club, il protagonista ha delle reminiscenze di aver urinato sulla pietra di Blarney dopo aver lasciato il college.